# 2way nice guy
『2way nice guy』(トゥーウェイナイスガイ)は、Creepy Nutsの12枚目のデジタルシングル。2022年6月1日に配信が開始された。

## 概要
極主夫道 ザ・シネマの主題歌で、MVは結婚式場でR-指定が歌うという内容になっている。Creepy Nutsが映画の主題歌を書き下ろすのは「Who am I」に次ぐ二曲目。
R-指定は曲作りに悩んでいた時、梅田サイファーのKZから「ラッパーになって自分の使い道がやっと見つかった感じ、なんてどう?」とコメントをもらったと話している。

## 収録曲
1. 2way nice guy